# Rousserolle de Schrenck
Acrocephalus bistrigiceps
Espèce
Répartition géographique
Statut de conservation UICN

LC : Préoccupation mineure
La Rousserolle de Schrenck (Acrocephalus bistrigiceps) est une espèce d'oiseaux de la famille des Acrocephalidae. 

## Répartition et habitat
Cet oiseau se rencontre en Birmanie, au Cambodge, en Chine, en Corée du Nord, en Corée du Sud, à Hong Kong, en Inde, en Indonésie, au Japon, au Laos, en Malaisie, en Mongolie, au Népal, en Russie, à Taïwan, à Singapour, en Thaïlande et au Viêt Nam.
Cet oiseau peuple la végétation des cours d'eau et des plans d'eau mais aussi les mangroves.

## Description
Dans sa description de 1860, Robert Swinhoe indique que cette espèce mesure environ 133 mm, que son aile fait 58 mm, sa queue 53 mm et son bec 13 mm.

## Comportement

### Alimentation
Cette espèce est insectivore.

### Nidification
Le nid est construit dans les roseaux, suspendu à plusieurs tiges entre 50 cm et 1 m au-dessus de la surface de l'eau.

## Classification
Le nom valide complet (avec auteur) de ce taxon est Acrocephalus bistrigiceps Swinhoe, 1860,.
Ce taxon porte en français le nom vernaculaire ou normalisé suivant : Rousserolle de Schrenck.

## Publication originale
- (en) Robert Swinhoe, « The Ornithology of Amoy (China) », Ibis, Wiley-Blackwell, vol. 2, no 5,‎ janvier 1860, p. 45-68 (ISSN 1474-919X et 0019-1019, DOI 10.1111/J.1474-919X.1860.TB06351.X, lire en ligne).